# Coquerie
La coquerie (cook room en anglais) est une cuisine à terre, aménagée dans un port,, où l'on prépare la nourriture pour l'équipage d'un bateau à quai. Par extension, c'est aussi la cuisine de bord d'un navire.

## Étymologie
Le terme, dont la première trace remonte à 1831, dérive du métier de coq (cuisinier de marine) est une francisation de l'anglais cookery (l'endroit ou l'on cuisine).